# Zwelitsha
Zwelitsha is een plaats met 18189 inwoners, gelegen nabij Koning Willemstad (Engels: King William's Town) in de Zuid-Afrikaanse provincie Oost-Kaap.